# Acerbas (geslacht)
Acerbas is een geslacht van vlinders uit de familie van de dikkopjes (Hesperiidae). De wetenschappelijke naam is voor het eerst geldig gepubliceerd in 1895 door Lionel de Nicéville. Hij plaatste als eerste soort in het geslacht Acerbas anthea, door William Chapman Hewitson in 1889 oorspronkelijk Hesperia anthea genoemd. Andere soorten die tot dit geslacht worden gerekend zijn:
- Acerbas duris (Mabille, 1883)
- Acerbas martini (Distant & Pryer, 1887)
- Acerbas azona (Hewitson, 1866)
- Acerbas selta Evans, 1949